# Nuoto ai Giochi della XIV Olimpiade - 100 metri stile libero maschili
La competizione 100 metri stile libero maschili di nuoto dei Giochi della XIV Olimpiade si è svolta nei giorni 30 e 31 luglio 1948 alla Empire Pool a Londra.

## Risultati

### Batterie
Si sono disputate il 30 luglio. I primi due di ogni serie e i quattro migliori esclusi alle semifinali.
| Pos. | Atleta           | Nazione   | Tempo  |
| ---- | ---------------- | --------- | ------ |
| 1    | Alex Jany        | Francia   | 58"1   |
| 2    | Bruce Bourke     | Australia | 59"1   |
| 3    | Elemér Szathmáry | Ungheria  | 59"7   |
| 4    | Olle Johansson   | Svezia    | 1'01"0 |
| 5    | Plauto Guimarães | Brasile   | 1'03"7 |
| 6    | Isidoro Pérez    | Spagna    | 1'04"0 |
| 7    | Isaac Mansoor    | India     | 1'06"4 |

| Pos. | Atleta           | Nazione       | Tempo  |
| ---- | ---------------- | ------------- | ------ |
| 1    | Keith Carter     | Stati Uniti   | 58"7   |
| 2    | Per-Olof Olsson  | Svezia        | 59"0   |
| 3    | Zoltán Szilárd   | Ungheria      | 59"8   |
| 4    | Manuel Guerra    | Spagna        | 1'00"7 |
| 5    | Augusto Cantón   | Argentina     | 1'01"8 |
| 6    | Nicasio Silverio | Cuba          | 1'02"0 |
| 7    | Patrick Kendall  | Gran Bretagna | 1'02"1 |
| 8    | Dilip Mitra      | India         | 1'06"9 |

| Pos. | Atleta            | Nazione   | Tempo  |
| ---- | ----------------- | --------- | ------ |
| 1    | Géza Kádas        | Ungheria  | 58"2   |
| 2    | Alberto Isaac     | Messico   | 1'00"1 |
| 3    | Warren Boyd       | Australia | 1'00"4 |
| 4    | Ali Ahmed Bagdadi | Egitto    | 1'02"4 |
| 5    | Eric Jubb         | Canada    | 1'02"8 |
| 6    | Sachin Nag        | India     | 1'03"8 |

| Pos. | Atleta                      | Nazione   | Tempo  |
| ---- | --------------------------- | --------- | ------ |
| 1    | Horacio White               | Argentina | 1'00"2 |
| 2    | Aram Boghossian             | Brasile   | 1'00"9 |
| 3    | Jesús Domínguez             | Spagna    | 1'01"3 |
| 4    | Dorri El-Said               | Egitto    | 1'02"5 |
| 5    | Fernand Martinaux           | Francia   | 1'04"2 |
| 6    | Panagiotis Khatzikyriakakis | Grecia    | 1'07"4 |

| Pos. | Atleta           | Nazione            | Tempo  |
| ---- | ---------------- | ------------------ | ------ |
| 1    | Walter Ris       | Stati Uniti        | 58"1   |
| 2    | Ronald Stedman   | Gran Bretagna      | 1'01"3 |
| 3    | Henri Padou Jr.  | Francia            | 1'01"5 |
| 4    | Sérgio Rodrigues | Brasile            | 1'01"6 |
| 5    | Wu Chuanyu       | Repubblica di Cina | 1'03"5 |
| 6    | Derek Oatway     | Bermuda            | 1'08"6 |

| Pos. | Atleta           | Nazione       | Tempo  |
| ---- | ---------------- | ------------- | ------ |
| 1    | Alan Ford        | Stati Uniti   | 59"2   |
| 2    | Taha El-Gamal    | Egitto        | 59"7   |
| 3    | Martin Lundén    | Svezia        | 1'00"2 |
| 4    | Peter Salmon     | Canada        | 1'01"0 |
| 5    | Ari Guðmundsson  | Islanda       | 1'01"6 |
| 6    | Trevor Harrop    | Gran Bretagna | 1'02"3 |
| 7    | Raúl García      | Cuba          | 1'02"5 |
| 8    | Walter Schneider | Svizzera      | 1'05"1 |

### Semifinali
Si sono disputate il 30 luglio. I primi tre di ogni serie e i due migliori esclusi in finale.
| Pos. | Atleta          | Nazione     | Tempo  |
| ---- | --------------- | ----------- | ------ |
| 1    | Keith Carter    | Stati Uniti | 57"6   |
| 2    | Alex Jany       | Francia     | 57"9   |
| 3    | Zoltán Szilárd  | Ungheria    | 59"6   |
| 4    | Taha El-Gamal   | Egitto      | 59"9   |
| 5    | Bruce Bourke    | Australia   | 1'00"0 |
| 6    | Martin Lundén   | Svezia      | 1'00"2 |
| 7    | Alberto Isaac   | Messico     | 1'00"4 |
| 8    | Aram Boghossian | Brasile     | 1'01"0 |

| Pos. | Atleta           | Nazione       | Tempo  |
| ---- | ---------------- | ------------- | ------ |
| 1    | Walter Ris       | Stati Uniti   | 57"5   |
| 2    | Alan Ford        | Stati Uniti   | 57"8   |
| 3    | Géza Kádas       | Ungheria      | 58"0   |
| 4    | Per-Olof Olsson  | Svezia        | 59"1   |
| 5    | Horacio White    | Argentina     | 1'00"4 |
| 6    | Elemér Szathmáry | Ungheria      | 1'00"5 |
| 7    | Ronald Stedman   | Gran Bretagna | 1'01"0 |
| 8    | Warren Boyd      | Australia     | 1'01"1 |

### Finale
Si è disputata il 31 luglio. 
| Pos.    | Atleta          | Nazione     | Tempo  |
| ------- | --------------- | ----------- | ------ |
| Oro     | Walter Ris      | Stati Uniti | 57"3   |
| Argento | Alan Ford       | Stati Uniti | 57"8   |
| Bronzo  | Géza Kádas      | Ungheria    | 58"1   |
| 4       | Keith Carter    | Stati Uniti | 58"3   |
| 5       | Alex Jany       | Francia     | 58"3   |
| 6       | Per-Olof Olsson | Svezia      | 59"3   |
| 7       | Zoltán Szilárd  | Ungheria    | 59"6   |
| 8       | Taha El-Gamal   | Egitto      | 1'00"5 |